# Lake Keyhole
Der Lake Keyhole ist ein See von 92 m im Durchmesser in den Denton Hills an der Scott-Küste im ostantarktischen Viktorialand. Er liegt auf der Südseite des Hidden Valley, die als The Keyhole (englisch für Das Schlüsselloch) benannt ist und den Zugang zum benachbarten Adams-Gletscher darstellt.
Teilnehmer einer von 1960 bis 1961 dauernden Kampagne im Rahmen der neuseeländischen Victoria University’s Antarctic Expeditions benannten ihn nach seiner geographischen Nähe zu The Keyhole.